# Síndrome de Duane

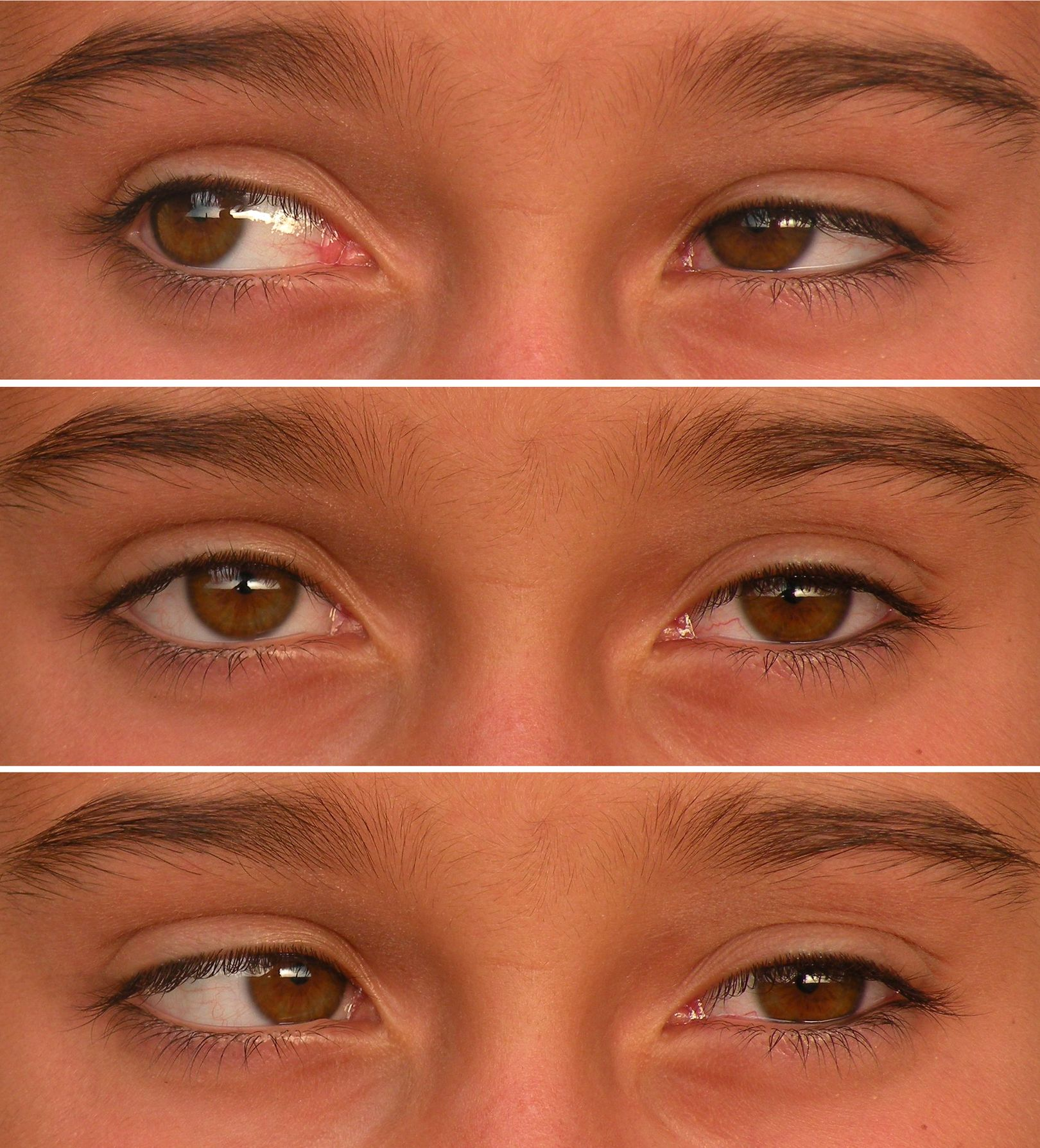
Descrição fotográfica da patologia

A síndrome de Duane ou síndrome de Stilling-Türk-Duane é uma alteração congênita da mobilidade ocular, que se produz devido à inervação paradoxal músculo recto lateral. 

## História
Foi descrito pela primeira vez por Stilling no ano 1887, e mais tarde por Türk, mas até o ano 1905 não tinha sido descrito detalhadamente, o que fez o cientista que dá nome a esta síndrome, Duane. 

## Epidemiologia
É prevalente em mulheres, frequentemente familiar, e assemelha-se a uma paralisia -de facto, muitos médicos costumam diagnosticá-lo como tal-. Geralmente é unilateral, mostrando-se com maior frequência no olho esquerdo. 

## Quadro clínico
Normalmente associa-se com a Síndrome de Klippel-Feil, o que traduz em malformações no rosto, nas orelhas e nos dentes. É de carácter provável autossômico dominante. A síndrome de Duane costuma produzir tropia, (estrabismo) e tortícolis (posição anômala da cabeça como o sujeito move o pescoço com frequência para obter maior campo visual).

## Causas prováveis
Foram encontradas mutações no gene SALL4 responsáveis por causar esta patologia. Contudo, estão documentados 25 casos esporádicos da doença sem alterações no gene SALL4. Existe alguma evidência de que a Síndrome de Duane possa resultar na ausência do nervo craniano VI e inervação aberrante. Está também associada a outras anomalias. Em alguns casos pensa-se que resulte de uma perturbação do desenvolvimento embrionário normal, ou por um fator genético ou ambiental, que ocorra quando os nervos cranianos e osmúsculos oculares estão se desenvolvendo, normalmente entre a terceira e a sexta semana de gravidez.
Esta síndrome pode também ser encontrada como parte de um outro transtorno, mas autossômico recessivo, que pode incluir surdez, fraqueza facial e malformações vasculares devido a mutações no gene HOXA1.

## Tratamento
Não existe nenhum tratamento definitivo, já que as alterações ou ausência dos nervos não podem ser resolvidas. No entanto, é possível realizar um tratamento cirúrgico.
Os principais objetivos da cirurgia são:
- Eliminar ou melhorar a posição anormal da cabeça
- Eliminar ou reduzir o desalinhamento ocular
- Reduzir a retração quando o olho circula para dentro
- Melhorar o movimento ocular vertical que pode estar afetado em determinados movimentos do globo.[4]

## Classificação
Descreveram-se diferentes classificações desta doença, sendo a mais afectada a que realizou Huber, baseada nos achados obtidos mediante electromiografía.
- Duane Tipo I: é o mais frequente de todos. O que o padece carece de actividade eléctrica no recto lateral na abducción, mas se na aducción.
- Duane Tipo II: existe actividade eléctrica no recto lateral tanto em abducción como em aducción, o que supõe uma diminuição do campo de visão ao existir uma verdadeira limitação de movimentos.
- Duane Tipo III: existe uma contracção de ambos músculos horizontais, recto médio e recto lateral, tanto em abducción como em aducción, o que supõe ausência destes movimentos.

## Veja-se também
- Diplopía
- Estrabismo
- Exotropía
- Oftalmoplejia
- Parche